# Dirka po Italiji 1914
Dirka po Italiji 1914 (italijansko Giro d'Italia 1914) je 6. izvedba dirke po Italiji, tritedenske moške cestne kolesarske etapne dirke. Začela se je 24. maja v Milanu in končala 7. junija v Milanu, potekala je zadnjič pred prekinitvijo zaradi izbruha prve svetovne vojne, naslednjič je potekala leta 1919. Sodelovalo je 98 kolesarjev iz sedmih ekip in privatnih kolesarjev. Skupno zmago je prvič osvojil Alfonso Calzolari (Stucchi–Dunlop), drugo mesto Pierino Albini (Globo-Dunlop), tretje pa Luigi Lucotti (Maino–Dunlop).

## Ekipe
- Alcyon–Soly
- Atala–Dunlop
- Bianchi–Dei
- Ganna
- Globo
- Maino–Dunlop
- Stucchi–Dunlop

## Etape
| Etapa | Datum    | Štart/Cilj      | Razdalja    | Tip         | Tip             | Zmagovalec                | Vodilni                 |
| ----- | -------- | --------------- | ----------- | ----------- | --------------- | ------------------------- | ----------------------- |
| 1     | 24. maj  | Milano – Cuneo  | 420 km      |             | gorska etapa    | Angelo Gremo (ITA)        | Angelo Gremo (ITA)      |
|       | 25. maj  | dan počitka     | dan počitka | dan počitka | dan počitka     | dan počitka               | dan počitka             |
| 2     | 26. maj  | Cuneo – Lucca   | 340,5 km    |             | ravninska etapa | Alfonso Calzolari (ITA)   | Alfonso Calzolari (ITA) |
|       | 27. maj  | dan počitka     | dan počitka | dan počitka | dan počitka     | dan počitka               | dan počitka             |
| 3     | 28. maj  | Lucca – Rim     | 430 km      |             | gorska etapa    | Costante Girardengo (ITA) | Alfonso Calzolari (ITA) |
|       | 29. maj  | dan počitka     | dan počitka | dan počitka | dan počitka     | dan počitka               | dan počitka             |
| 4     | 30. maj  | Rim – Avellino  | 365,4 km    |             | gorska etapa    | Giuseppe Azzini (ITA)     | Alfonso Calzolari (ITA) |
|       | 31. maj  | dan počitka     | dan počitka | dan počitka | dan počitka     | dan počitka               | dan počitka             |
| 5     | 1. junij | Avellino – Bari | 328,7 km    |             | gorska etapa    | Giuseppe Azzini (ITA)     | Giuseppe Azzini (ITA)   |
|       | 2. junij | dan počitka     | dan počitka | dan počitka | dan počitka     | dan počitka               | dan počitka             |
| 6     | 3. junij | Bari – L'Aquila | 428 km      |             | gorska etapa    | Luigi Lucotti (ITA)       | Alfonso Calzolari (ITA) |
|       | 4. junij | dan počitka     | dan počitka | dan počitka | dan počitka     | dan počitka               | dan počitka             |
| 7     | 5. junij | L'Aquila – Lugo | 429,1 km    |             | gorska etapa    | Pierino Albini (ITA)      | Alfonso Calzolari (ITA) |
|       | 6. junij | dan počitka     | dan počitka | dan počitka | dan počitka     | dan počitka               | dan počitka             |
| 8     | 7. junij | Lugo – Milano   | 420,3 km    |             | gorska etapa    | Pierino Albini (ITA)      | Alfonso Calzolari (ITA) |
|       | Skupaj   | Skupaj          | 3162 km     | 3162 km     | 3162 km         | 3162 km                   | 3162 km                 |

## Končna razvrstitev

### Skupni seštevek
| Poz. | Kolesar                 | Ekipa          | Čas           |
| ---- | ----------------------- | -------------- | ------------- |
| 1    | Alfonso Calzolari (ITA) | Stucchi–Dunlop | 135h 17' 56"  |
| 2    | Pierino Albini (ITA)    | Globo          | + 1h 57' 26"  |
| 3    | Luigi Lucotti (ITA)     | Maino–Dunlop   | + 2h 04' 23"  |
| 4    | Clemente Canepari (ITA) | Stucchi–Dunlop | + 3h 01' 12"  |
| 5    | Enrico Sala (ITA)       | —              | + 3h 59' 45"  |
| 6    | Carlo Durando (ITA)     | Maino–Dunlop   | + 5h 12' 12"  |
| 7    | Ottavio Pratesi (ITA)   | Alcyon–Soly    | + 9h 21' 47"  |
| 8    | Umberto Ripamonti (ITA) | —              | + 17h 21' 08" |